# Aleksandra Tchudina
Aleksandra Georgievna Tchudina (em russo: Александра Георгиевна Чудина; Kurkinski, 6 de novembro de 1923 — Moscou, 22 de outubro de 1990) foi uma destacada atleta soviética, conhecida por suas conquistas nos Jogos Olímpicos de 1952. Ao longo de sua carreira, competiu em alto nível em três modalidades esportivas: atletismo, bandy e voleibol, acumulando inúmeros títulos, medalhas e recordes. Contudo, sua trajetória foi marcada por controvérsias em relação ao hermafroditismo e intersexo.

## Vida pregressa
Tchudina nasceu em 6 de novembro de 1923 na aldeia de Kramskoye, atualmente parte do distrito de Kurkinski, no oblast de Tula.

## Carreira esportiva
Tchudina começou sua carreira esportiva em 1937 no bandy, jogando pelo Dínamo até 1947. Na década seguinte, fez a transição para o voleibol, tornando-se parte da seleção soviética. Ela conquistou sete títulos nacionais, três europeus e três mundiais na modalidade. No atletismo, alcançou seus maiores feitos, conquistando duas medalhas de prata nos Jogos Olímpicos de 1952, nos eventos de salto em distância e lançamento de dardo, além de uma medalha de bronze no salto em altura. Ela também teve sucesso em campeonatos nacionais na mesma modalidade.

## Controvérsia sobre hermafroditismo
Questionamentos sobre a definição dos sexos masculino e feminino, incluindo questões de intersexo, surgiram alguns anos antes de Tchudina se retirar do esporte. A polêmica ganhou destaque com a publicação do artigo "Os cromossomos das amazonas" pelo professor austríaco Ludwig Prokop, membro do Comité Olímpico Internacional. Neste artigo, Prokop mencionou Tchudina como uma das atletas que, em sua opinião, poderiam ser hermafroditas. No entanto, historiadores recentes questionam os fundamentos dessa opinião, dado que os testes de verificação de gênero só foram introduzidos em 1966, três anos após a aposentadoria de Tchudina.

## Legado e reconhecimento
Os expressivos resultados obtidos por Tchudina em múltiplos esportes geraram uma significativa repercussão tanto na União Soviética quanto no exterior. O periódico soviético I︠U︡nostʹ, por exemplo, exaltou seu domínio no bandy. O Instituto de Teoria e História da Pedagogia da União Soviética também a classificou como uma atleta "talentosa mundialmente conhecida". No entanto, alguns autores, como Anastasia Pletneva, argumentam que o reconhecimento de Tchudina pela sociedade é muito inferior aos seus feitos. Eles apontam a escassez de artigos escritos sobre ela e a qualidade limitada de sua página na Wikipédia, que oferece apenas informações básicas.
Em 1948, Tchudina foi condecorada com o título honorário de Mestre Homenageado de Esportes da União Soviética. Nove anos depois, em 1957, ela recebeu a Ordem de Lenin, a maior condecoração do país.

## Morte
Tchudina veio a falecer em 1990, aos 66 anos, devido a complicações relacionadas ao câncer de estômago.